# Tricyphona (Tricyphona) confluens confluens
Tricyphona (Tricyphona) confluens confluens is een ondersoort van de tweevleugelige Tricyphona (Tricyphona) confluens uit de familie Pediciidae. De ondersoort komt voor in het Palearctisch gebied.